# Сонцевики (протисти)
Сонцевики  (Heliozoa) — велика поліфілетична група хижих і всеїдних амебоїдних протистів, є підкласом найпростіших тварин класу саркодові, що належать до типу саркомастігофори.

## Екосистема
Переважна більшість видів сонцевиків живе у прісній воді, проте деякі види можуть жити і в солоній. Сонцевики є пасивними хижаками і посідають чинне місце в харчових ланцюжках планктону, періфітону і мікробентосу. Сонцевики заселяють у водоймах переважно приповерхневий шар донного осаду. Харчуються сонцевики водоростями та дрібними джгутиковими, інфузоріями, личинками, бактеріями. 
Сонцевики переважно вільно плавають, і лише деякі види утворюють колонії з 5-6 клітин, коли тіла окремих організмів з'єднуються цитоплазматичними містками. Також можливе формування псевдоколоній, в котрих особини знаходяться у спільній слизовій плівці. Припускається, що сонцевики формують колонії, щоб мати можливість впіймати більшу за розміром здобич.
Якщо умови середовища стають несприятливими, то сонцевики трансформуються в цисти.

## Біологія
На відміну від радіолярій, сонцевики позбавлені внутрішньоклітинного мінерального скелета й центральної капсули. Сонцевики кулясті одноклітинні організми розміром від 0,1 до 0,3 мм, зрідка - до 1мм, з променями-аксоподіями, що розходяться від усього тіла, з жалкими органелами (екструсомами) для закріплення дрібної рухливої здобичі. Кожна аксоподія має декілька щільних осьових мікротрубочок, що проходять крізь неї. Коли сонцевик поглинув здобич у свої тіло, то формується травна вакуоль. 
Вегетативна форма сонцевика має одне ядро в клітині, зрідка більше, іноді до 200. Також характерною особливістю сонцевиків є наявність скорочувальної вакуолі в тілі.
Сонцевики розмножуються переважно безстатево, розподілом навпіл або брунькуванням. Проте також можливий і статевий шлях розмноження з формуванням амебоїдних, або джгутикових гамет. Деякі види сонцевиків здатні цілком переходити в джгутикову форму. Сонцевики перед статевим розмноженням трансформуються в цисти.

## Класифікація
Початково до таксону включали лише двох прісноводних актинофридів: Actinophrys та Actinosphaerium. Пізніше до нього було додано кілька інших протистів з аксоподіями. В утвореному досить великому класі налічували від п'яти до восьми порядків, основними з яких вважали три: Actinophryida, Centrohelida, Desmothoracida.